# 一柳直末
一柳直末（ひとつやなぎ なおすえ，1546年（天文15年）—1590年（天正18年）），戰國時代武將。織田氏、豐臣氏家臣。

## 生平
美濃國豪族一柳直高之子，在美濃齋藤氏滅亡後於元龜元年（1570年）投效織田家臣羽柴秀吉，獲得25貫的俸祿，後在秀吉轉封到近江國長濱城後俸祿提昇至150貫，列為黃母衣眾的成員之一，後隨秀吉出征播磨、因幡等地，三木合戰後，秀吉在播磨封給一柳直末2500石的領地。
本能寺之變後，一柳直末在羽柴秀吉帳下轉戰各地，曾參與賤岳之戰，竹鼻城之戰，在天正13年（1585年）一柳直末跟田中吉政、中村一氏等人被任命為秀吉外甥豐臣秀次的宿老，在美濃大垣城獲得3萬石領地，天正17年（1589年）3月時又轉封到本巢郡輕海西城，領地加封至6萬石
天正18年（1590年），一柳直末參加小田原征伐，一柳直末在3月29日奉命隨軍進攻伊豆山中城，結果被北條軍的流彈擊中身亡，享年45歲。一柳直末死後，豐臣秀吉憐惜其無後，領地由其弟一柳直盛繼承。